# 戸川視友
戸川 視友（とがわ みとも）は、日本の漫画家。1986年、『ボニータ』（秋田書店）11月号に掲載された「トゥルー・ブルー」でデビュー。2023年から『火の姫と水の皇。』を発表している。

## 作品リスト

### 連載
- 青山聖のトップ・ブリーダー的日常（『ボニータ』1988年12月号・1989年3月号 - 1990年1月号） - 隔月掲載。
- MOEGI・せんせーしょん![注釈 1]（『ボニータ』1990年3月号 - 1991年12月号）
- ぼくたちの吉祥寺恋物語（『リュイ』1号 - ）
- 君よ知るや南の国（『ラキッシュ』2号 - 27号）
- レバダン・希望の花 （『ラキッシュ』29号 - 32号→『いちばん好き』1995年12月号 - 1997年2月号→『ラキッシュ』1997年4月号 - 1998年2月号）
- 田中君の場合（『キッシュ』3号、『ラキッシュ』33号）
- いっしょにくらそう（『ラキッシュ』1996年2月号・5月号）
- ぐれーと・グレイス・トーク!
- 月の姫日の君（『いちばん好き』1998年3月号・5月号・6月号）
- 白のフィオレンティーナ（『ラキッシュ』1998年4月号 - 2005年3月号）
- 天子の福音（『いちばん好き』1999年2月号 - 2001年11月号）
- ジョリィ・シュヴァリエ（『いち＊ラキ』2002年4月号 - 6月号）
- 海の綺士団（『いち＊ラキ』2005年5月号 - 2010年5月号）
- 王のいばら（『いち＊ラキ』2010年7月号 - 2015年2月号）
- 王のいばら外伝（2013年8月 - 2018年8月、単行本描き下ろし、『いち＊ラキ』2018年6月号）
- 天と献上姫（『いち＊ラキ』2015年4月号 - 2018年8月号→単行本描き下ろし）

### 読切
- トゥルー・ブルー（『ボニータ』1986年11月号） - デビュー作[1]。
- 風は東から吹く（『ボニータ』1987年6月号）
- タイトル不明[注釈 2]（『レッツボニータ』No.9/1987年）
- 19歳の地図（『ボニータ』1987年11月号）
- ウェザー･リポーターによろしく（『ボニータ』1988年1月号）
- 海を往く鳥（『ボニータ』1988年3月号）
- 王様と私（『ボニータ』1988年6月号）
- 遠くの方は海の空（『ボニータ』1988年9月号）
- メリー・クリスマス（『レッツボニータ』No.12/1989年）
- 木崎先生と和己くん（『リュイ』Vol.10 後編）
- 暁の天使 不異の恋人（『リュイ』Vol.12）

### イラスト
- 些細な出来事（著：谷地冬野、『リュイ』Vol.11）
- やさしいつみ（著：谷地冬野、『リュイ』Vol.12）
- V・i・s・t・e（著：谷地冬野、『ラキッシュ』30号）
- POP ROCK（著：谷地冬野、『ラキッシュ』1996年1月号）

### 書籍

#### 単行本など
電子書籍のレーベルは、いずれの作品も〈いち＊ラキコミックス〉となっている。
- 『MOEGI・せんせーしょん!』秋田書店〈ボニータコミックス〉、1990年 - 1991年、全5巻
  1. 1990年7月、ISBN 4-253-09354-X
  2. 1990年12月、ISBN 4-253-09355-8
  3. 1991年5月、ISBN 4-253-09356-6
  4. 1991年9月、ISBN 4-253-09357-4
  5. 1991年12月、ISBN 4-253-09358-2
- 『ぼくたちの吉祥寺恋物語』吉祥寺企画〈ラキッシュコミックス〉、1993年 - 1995年、全6巻
  1. 1993年11月[3]
  2. 1993年12月[4]
  3. 1994年7月[5]
  4. 1995年1月[6]
  5. 1995年6月
  6. 1995年12月[7]
- 『君よ知るや南の国』吉祥寺企画〈ラキッシュコミックス〉、1994年 - 1995年、全7巻
  1. 1994年4月[8]
  2. 1994年6月
  3. 1994年10月
  4. 1995年2月
  5. 1995年5月
  6. 1995年8月19日発売
  7. 1995年8月19日発売
- 『レバダン・希望の花』吉祥寺企画→冬水社〈いち好きコミックス〉、1995年 - 1998年、全8巻
  1. 1995年10月19日発売、ISBN 4-88741-008-5
  2. 1996年8月24日発売、ISBN 4-88741-052-2
  3. 1997年1月24日発売、ISBN 4-88741-071-9
  4. 1997年3月24日発売、ISBN 4-88741-094-8
  5. 1997年6月24日発売、ISBN 4-88741-114-6
  6. 1997年9月24日発売、ISBN 4-88741-145-6
  7. 1998年1月24日発売、ISBN 4-88741-170-7
  8. 1998年3月24日発売、ISBN 4-88741-186-3
- 『田中君の場合』冬水社〈ラキッシュコミックス〉、1996年9月24日発売、ISBN 4-88741-056-5、全1巻
  - 『田中君の場合 ワイド版』冬水社〈ラキッシュコミックス〉、2001年6月24日発売、ISBN 4-88741-453-6、全1巻
- 『いっしょにくらそう』冬水社〈ラキッシュコミックス〉、1996年10月24日発売、ISBN 4-88741-059-X、全1巻
- 『ぐれーと・グレイス・トーク!』冬水社〈いち好きコミックス〉、1997年 - 1998年、全2巻
  1. 1997年8月24日発売、ISBN 4-88741-130-8
  2. 1998年1月24日発売、ISBN 4-88741-171-5
- 『白のフィオレンティーナ』冬水社〈いち好きコミックス〉、1998年 - 2005年、全23巻
  1. 1998年7月24日発売、ISBN 4-88741-215-0
  2. 1998年11月24日発売、ISBN 4-88741-241-X
  3. 1999年1月24日発売、ISBN 4-88741-252-5
  4. 1999年5月24日発売、ISBN 4-88741-281-9
  5. 1999年9月10日発売、ISBN 4-88741-317-3
  6. 1999年12月10日発売、ISBN 4-88741-343-2
  7. 2000年4月10日発売、ISBN 4-88741-372-6
  8. 2000年9月10日発売、ISBN 4-88741-402-1
  9. 2001年1月24日発売、ISBN 4-88741-424-2
  10. 2001年7月24日発売、ISBN 4-88741-459-5
  11. 2002年2月24日発売、ISBN 4-88741-491-9
  12. 2002年5月24日発売、ISBN 4-88741-506-0
  13. 2002年8月20日発売、ISBN 4-88741-518-4
  14. 2002年12月20日発売、ISBN 4-88741-537-0
  15. 2003年2月20日発売、ISBN 4-88741-546-X
  16. 2003年6月20日発売、ISBN 4-88741-559-1
  17. 2003年9月20日発売、ISBN 4-88741-569-9
  18. 2003年12月20日発売、ISBN 4-88741-578-8
  19. 2004年3月20日発売、ISBN 4-88741-588-5
  20. 2004年6月20日発売、ISBN 4-88741-599-0
  21. 2004年10月20日発売、ISBN 4-88741-618-0
  22. 2005年1月20日発売、ISBN 4-88741-630-X
  23. 2005年3月20日発売、ISBN 4-88741-641-5
- 『月の姫日の君』冬水社〈いち好きコミックス〉、1998年8月、ISBN 4-88741-221-5、全1巻
- 『天子の福音』冬水社〈いち好きコミックス〉、1999年 - 2001年、全7巻
  1. 1999年6月24日発売、ISBN 4-88741-292-4
  2. 1999年12月10日発売、ISBN 4-88741-344-0
  3. 2000年5月24日発売、ISBN 4-88741-380-7
  4. 2000年9月10日発売、ISBN 4-88741-403-X
  5. 2001年1月24日発売、ISBN 4-88741-425-0
  6. 2001年6月24日発売、ISBN 4-88741-452-8
  7. 2001年12月10日発売、ISBN 4-88741-480-3
- 『ジョリィ・シュヴァリエ』冬水社〈いち＊ラキコミックス〉、2002年7月20日発売、ISBN 4-88741-514-1、全1巻
- 『海の綺士団』冬水社〈いち＊ラキコミックス〉、2005年 - 2010年、全17巻
- 『王のいばら』2010年 - 2015年、全17巻
  1. 2010年10月20日発売、ISBN 978-4-86423-038-4
  2. 2011年1月20日発売、ISBN 978-4-86423-080-3
  3. 2011年4月20日発売、ISBN 978-4-86423-091-9
  4. 2011年7月20日発売、ISBN 978-4-86423-126-8
  5. 2011年10月20日発売、ISBN 978-4-86423-135-0
  6. 2012年2月20日発売、ISBN 978-4-86423-153-4
  7. 2012年4月20日発売、ISBN 978-4-86423-165-7
  8. 2012年8月20日発売、ISBN 978-4-86423-177-0
  9. 2012年11月20日発売、ISBN 978-4-86423-191-6
  10. 2012年12月20日発売、ISBN 978-4-86423-194-7
  11. 2013年4月20日発売、ISBN 978-4-86423-223-4
  12. 2013年6月20日発売、ISBN 978-4-86423-227-2
  13. 2013年10月20日発売、ISBN 978-4-86423-245-6
  14. 2014年2月20日発売、ISBN 978-4-86423-255-5
  15. 2014年6月20日発売、ISBN 978-4-86423-271-5
  16. 2014年10月20日発売、ISBN 978-4-86423-288-3
  17. 2015年2月20日発売、ISBN 978-4-86423-305-7
- 『王のいばら外伝』冬水社〈いち＊ラキコミックス〉、2013年 - 2018年、全12巻
  1. 2013年8月20日発売[9]、ISBN 978-4-86423-236-4
  2. 2013年12月20日発売[10]、ISBN 978-4-86423-253-1
  3. 2014年6月20日発売[11]、ISBN 978-4-86423-274-6
  4. 2014年10月20日発売[12]、ISBN 978-4-86423-291-3
  5. 2015年2月20日発売[13]、ISBN 978-4-86423-307-1
  6. 2015年6月20日発売[14]、ISBN 978-4-86423-327-9
  7. 2015年12月20日発売[15]、ISBN 978-4-86423-348-4
  8. 2016年6月20日発売[16]、ISBN 978-4-86423-378-1
  9. 2016年12月20日発売[17]、ISBN 978-4-86423-394-1
  10. 2017年8月20日発売[18]、ISBN 978-4-86423-412-2
  11. 2018年2月20日発売[19]、ISBN 978-4-86423-425-2
  12. 2018年8月20日発売[20]、ISBN 978-4-86423-440-5
- 『天と献上姫』冬水社〈いち＊ラキコミックス〉、2015年 - 2022年、全15巻
  1. 2015年6月20日発売[21]、ISBN 978-4-86423-328-6
  2. 2015年10月20日発売[22]、ISBN 978-4-86423-344-6
  3. 2016年2月20日発売[23]、ISBN 978-4-86423-370-5
  4. 2016年6月20日発売[24]、ISBN 978-4-86423-379-8
  5. 2016年10月20日発売[25]、ISBN 978-4-86423-388-0
  6. 2017年2月20日発売[26]、ISBN 978-4-86423-398-9
  7. 2017年6月20日発売[27]、ISBN 978-4-86423-406-1
  8. 2017年10月20日発売[28]、ISBN 978-4-86423-417-7
  9. 2018年2月20日発売[29]、ISBN 978-4-86423-426-9
  10. 2018年6月20日発売[30]、ISBN 978-4-86423-434-4
  11. 2018年10月20日発売[31]、ISBN 978-4-86423-444-3
  12. 2021年4月20日発売[32]、ISBN 978-4-86423-504-4
  13. 2021年7月25日発売[33]、ISBN 978-4-86423-511-2
  14. 2021年10月25日発売[34]、ISBN 978-4-86423-519-8
  15. 2022年1月25日発売[35]、ISBN 978-4-86423-526-6
- 『七王国のバラ』冬水社〈いち＊ラキコミックス〉、2019年 - 2022年、全20巻
  1. 2019年1月25日発売[36]、ISBN 978-4-86423-451-1
  2. 2019年4月25日発売[37]、ISBN 978-4-86423-456-6
  3. 2019年7月25日発売[38]、ISBN 978-4-86423-461-0
  4. 2019年7月25日発売[39]、ISBN 978-4-86423-462-7
  5. 2019年10月25日発売[40]、ISBN 978-4-86423-467-2
  6. 2020年1月25日発売[41]、ISBN 978-4-86423-473-3
  7. 2020年4月25日発売[42]、ISBN 978-4-86423-479-5
  8. 2020年7月25日発売[43]、ISBN 978-4-86423-485-6
  9. 2020年7月25日発売[44]、ISBN 978-4-86423-486-3
  10. 2020年10月25日発売[45]、ISBN 978-4-86423-492-4
  11. 2021年1月25日発売[46]、ISBN 978-4-86423-496-2
  12. 2021年1月25日発売[47]、ISBN 978-4-86423-499-3
  13. 2021年4月25日発売[48]、ISBN 978-4-86423-503-7
  14. 2021年7月25日発売[49]、ISBN 978-4-86423-510-5
  15. 2021年10月25日発売[50]、ISBN 978-4-86423-518-1
  16. 2022年1月25日発売[51]、ISBN 978-4-86423-525-9
  17. 2022年4月25日発売[52]、ISBN 978-4-86423-530-3
  18. 2022年7月25日発売[53]、ISBN 978-4-86423-535-8
  19. 2022年10月25日発売[54]、ISBN 978-4-86423-540-2
  20. 2022年10月25日発売[55]、ISBN 978-4-86423-541-9
- 『火の姫と水の皇。』冬水社〈いち＊ラキコミックス〉、2023年 - 、既刊5巻（2024年1月25日現在）
  1. 2023年1月25日発売[2]、ISBN 978-4-86423-547-1
  2. 2023年4月25日発売[56]、ISBN 978-4-86423-554-9
  3. 2023年7月25日発売[57]、ISBN 978-4-86423-560-0
  4. 2023年10月25日発売[58]、ISBN 978-4-86423-567-9
  5. 2024年1月25日発売[59]、ISBN 978-4-86423-573-0

#### 文庫版
全て冬水社の〈冬水社文庫〉より刊行。
- 『白のフィオレンティーナ』2007年、全14巻
  1. 2007年4月20日発売、ISBN 978-4-88741-759-5
  2. 2007年4月20日発売、ISBN 978-4-88741-760-1
  3. 2007年5月20日発売、ISBN 978-4-88741-764-9
  4. 2007年5月20日発売、ISBN 978-4-88741-765-6
  5. 2007年6月20日発売、ISBN 978-4-88741-769-4
  6. 2007年6月20日発売、ISBN 978-4-88741-770-0
  7. 2007年7月20日発売、ISBN 978-4-88741-773-1
  8. 2007年7月20日発売、ISBN 978-4-88741-774-8
  9. 2007年8月20日発売、ISBN 978-4-88741-775-5
  10. 2007年8月20日発売、ISBN 978-4-88741-776-2
  11. 2007年9月20日発売、ISBN 978-4-88741-777-9
  12. 2007年9月20日発売、ISBN 978-4-88741-778-6
  13. 2007年10月20日発売、ISBN 978-4-88741-779-3
  14. 2007年10月20日発売、ISBN 978-4-88741-780-9
- 『天子の福音』2009年、全4巻
  1. 2009年5月20日発売、ISBN 978-4-88741-918-6
  2. 2009年5月20日発売、ISBN 978-4-88741-919-3
  3. 2009年6月20日発売、ISBN 978-4-88741-920-9
  4. 2009年6月20日発売、ISBN 978-4-88741-921-6
- 『MOEGI・せんせーしょん!』2009年、全4巻
  1. 2009年7月20日発売、ISBN 978-4-88741-922-3
  2. 2009年7月20日発売、ISBN 978-4-88741-923-0
  3. 2009年8月20日発売、ISBN 978-4-88741-924-7
  4. 2009年8月20日発売、ISBN 978-4-88741-925-4
- 『レバダン・希望の花』2010年、全5巻
  1. 2010年3月20日発売、ISBN 978-4-88741-989-6
  2. 2010年3月20日発売、ISBN 978-4-88741-990-2
  3. 2010年4月20日発売、ISBN 978-4-88741-991-9
  4. 2010年4月20日発売、ISBN 978-4-88741-992-6
  5. 2010年4月20日発売、ISBN 978-4-88741-993-3
- 『ぼくたちの吉祥寺恋物語』2010年、全4巻
  1. 2010年5月20日発売、ISBN 978-4-86423-019-3
  2. 2010年6月20日発売、ISBN 978-4-86423-020-9
  3. 2010年7月20日発売、ISBN 978-4-86423-021-6
  4. 2010年8月20日発売、ISBN 978-4-86423-022-3
- 『君よ知るや南の国』2010年、全5巻
  1. 2010年9月20日発売、ISBN 978-4-86423-045-2
  2. 2010年9月20日発売、ISBN 978-4-86423-046-9
  3. 2010年10月20日発売、ISBN 978-4-86423-047-6
  4. 2010年10月20日発売、ISBN 978-4-86423-048-3
  5. 2010年11月20日発売、ISBN 978-4-86423-049-0
- 『月の姫日の君』2011年1月20日発売[60]、ISBN 978-4-86423-065-0、全1巻
- 『海の綺士団』2011年 - 2012年、全12巻
- 『王のいばら』2015年 - 2016年、全11巻
  1. 2015年12月20日発売、ISBN 978-4-86423-358-3
  2. 2015年12月20日発売、ISBN 978-4-86423-359-0
  3. 2016年2月20日発売、ISBN 978-4-86423-360-6
  4. 2016年2月20日発売、ISBN 978-4-86423-361-3
  5. 2016年2月20日発売、ISBN 978-4-86423-362-0
  6. 2016年4月20日発売、ISBN 978-4-86423-363-7
  7. 2016年4月20日発売、ISBN 978-4-86423-364-4
  8. 2016年4月20日発売、ISBN 978-4-86423-365-1
  9. 2016年6月20日発売、ISBN 978-4-86423-366-8
  10. 2016年6月20日発売、ISBN 978-4-86423-367-5
  11. 2016年6月20日発売、ISBN 978-4-86423-368-2

#### 個人誌
- 吉祥寺倶楽部

#### 画集
- 冬水社「キャラクターデータブック」